# Heja Abbe
Heja Abbe är en blogg skriven av Gunnar Skarland, som är grundare och delägare till reklambyrån GOSS i Göteborg. I bloggen, som startades 2007, använder han pseudonymen "Abbepappa". Han skriver om sin son, Abbe, som har  medfött hjärtfel och den ovanliga diagnosen 22q11-deletionssyndrom. Bloggen skildrar föräldraskapet och livet i en familj med mycket sjukhusvistelser från Abbes födelse 2005 fram till nutid. Den handlar också mycket om Abbes två år äldre bror och hur det är att vara syskon till en bror med behov av särskilt stöd.
Heja Abbe belönades 2010 med Aftonbladets Stora Bloggpriset i kategorin Vardagsliv och fritid.